# Citizendium
Citizendium là một dự án bách khoa toàn thư miễn phí bằng tiếng Anh dựa trên hình thức wiki do Larry Sanger sáng lập, người đã từng đồng sáng lập Wikipedia vào năm 2001.
Đến ngày 27 tháng 10 năm 2011, trang web có ít hơn 100 thành viên hoạt động tích cực. Tính đến tháng 8 năm 2013, nó đã có 16.484 bài viết, trong đó 165 bài đã đạt được phê duyệt và khoảng 10 cộng tác viên thực hiện ít nhất 20 chỉnh sửa mỗi tháng. Biên tập viên quản lý là Anthony Sebastian, cho đến khi văn phòng bị bỏ trống vào năm 2016.

### Giao diện
Do văn phòng bị bỏ trống từ năm 2016, Citizendium có một giao diện rất cũ. Giao diện của Citizendium rất giống với giao diện của trang chính trước khi Prenn ra đời.

### Sửa đổi

#### Tài khoản

##### Mở tài khoản
Để thành lập 1 tài khoản, bạn phải điền vào một bản mẫu , trong đó yêu cầu bạn nhập địa chỉ Email, cách để Citizendium nhận ra bạn, tự tả về mình (tiểu sử và học vấn là bắt buộc), thông tin thêm, những thứ bạn đang quan tâm, những lời khẳng định của Citizendium và mức độ bạn đọc về nó và thêm một clickbox đồng ý rằng bạn trên 16 tuổi. Những tài khoản đang có nghi ngờ về học vấn hay là IP không thể sửa đổi trên Citizendium.